# Schmalbroich
Schmalbroich ist ein Stadtteil der Stadt Kempen im Kreis Viersen in Nordrhein-Westfalen. Bis 1969 war Schmalbroich eine eigenständige Gemeinde im damaligen Kreis Kempen-Krefeld.

## Geographie
Der Stadtteil Schmalbroich umfasst den ländlich geprägten Westen der heutigen Stadt Kempen. Schmalbroich unterteilt sich in die drei Siedlungsbereiche Wall, Klixdorf und Ziegelheide und ist seit jeher eine Streusiedlung ohne einen eigentlichen Dorfkern. Die Westgrenze verläuft entlang der Schleck, die gleichzeitig die Kempener Stadtgrenze zu Grefrath bildet.

## Geschichte
Schmalbroich war ursprünglich eine Honnschaft im kurkölnischen Amt Kempen und seit der Franzosenzeit eine Gemeinde in der Bürgermeisterei Kempen im Kreis Kempen.
Am 7. Februar 1859 erhielt die Stadt Kempen die Rheinische Städteordnung. Die Bürgermeisterei wurde dadurch aufgespalten in eine Stadtbürgermeisterei für die Stadt Kempen und eine eigene Landbürgermeisterei für die Gemeinde Schmalbroich.
Seit 1929 gehörte Schmalbroich zum Kreis Kempen-Krefeld. Durch das Gesetz zur Neugliederung des Kreises Kempen-Krefeld und der kreisfreien Stadt Viersen wurde Schmalbroich am 1. Januar 1970 in die Stadt Kempen eingemeindet.

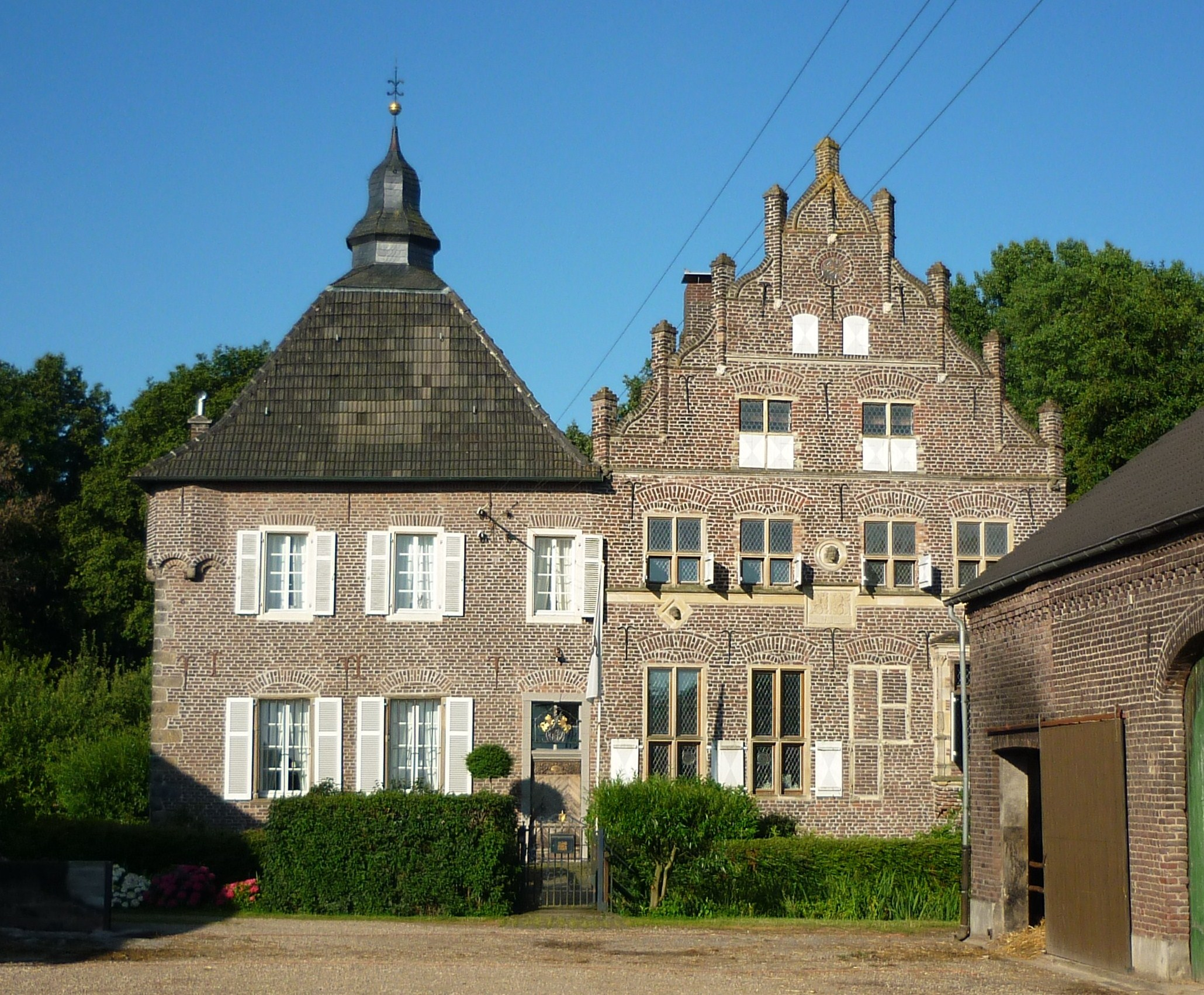
Haus Steinfunder

## Einwohnerentwicklung
| Jahr | Einwohner | Quelle |
| ---- | --------- | ------ |
| 1835 | 1277      | [ 3 ]  |
| 1864 | 1454      | [ 4 ]  |
| 1885 | 1543      | [ 5 ]  |
| 1910 | 1516      | [ 6 ]  |
| 1925 | 1444      | [ 7 ]  |
| 1939 | 1301      | [ 8 ]  |

## Baudenkmäler
Baudenkmäler in Schmalbroich sind die Herrenhäuser Haus Steinfunder und Haus Velde, der Gleumeshof, der Vinnhof, der Weibeshof, die Kapelle Heumischhof, die Kriegergedächtniskapelle am Kapellenweg, das Heiligenhäuschen Klixdorf, das Flurkreuz am Klein-Boxhof und das Holzkreuz am Willmenhof.

## Vereine
Ein Träger des lokalen Brauchtums ist die St. Stefanus Schützenbruderschaft Schmalbroich 1556. Sportvereine in Schmalbroich sind der Reit- und Fahrverein Schmalbroich sowie der Schießclub Tell Schmalbroich 1932.

## Söhne und Töchter des Ortes
- Ferdinand Steves (1886–?), Politiker (Zentrum) in der Grenzmark Posen-Westpreußen, Bevollmächtigter zum Reichsrat
- Anna Tervoort (1909–2003)